# Torcia (araldica)
In araldica la torcia simboleggia luce e cognizione ma anche generosità d'animo. Fu usata anche come impresa personale a indicare che l'energia di chi la portava si accresceva nelle difficoltà della vita; questo perché la torcia veniva agitata e battuta per terra per bruciare bene. Taluni araldisti usano il termine teda.

## Galleria d'immagini

D'azzurro, alla mano destra isolata di carnagione, movente in fascia da sinistra ed impugnante un tizzone d'argento, acceso di rosso (stemma di Tizzano Val Parma)
Di rosso, alla croce d'argento, accantonata al primo e al quarto punto da una torcia accesa d'oro (Cirié)
Tagliato: nel primo d'azzurro, alla torcia d'oro; nel secondo d'oro, alla foglia di tiglio di verde (Crottes-en-Pithiverais, Francia)
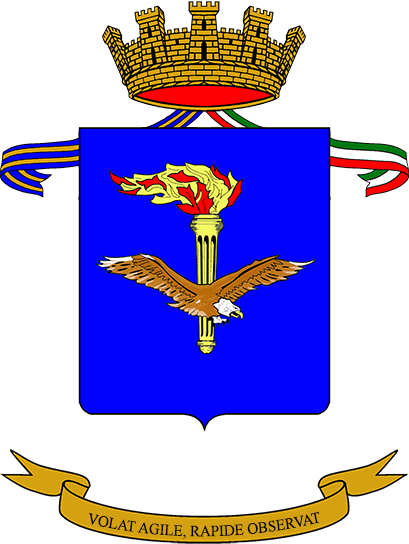
D'azzurro, alla teda d'oro, posta in palo, fiammeggiante al naturale, attraversata da un'aquila pure al naturale, dal volo spiegato, rivoltata (Centro Addestrativo dell'Aviazione dell'Esercito italiano)
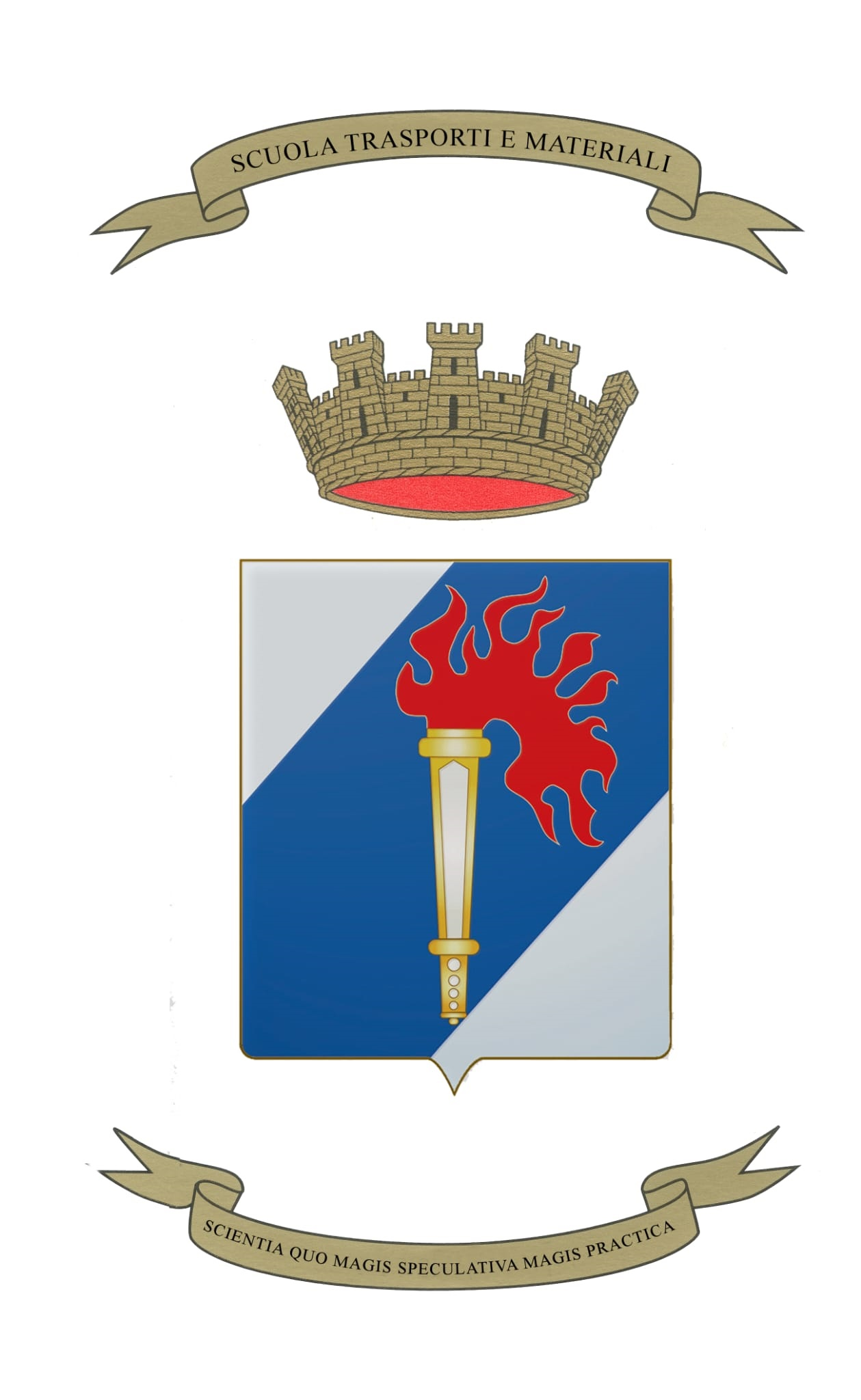
D'argento, alla sbarra di larghezza doppia, d'azzurro, caricata dalla teda d'oro, accesa di rosso, posta in palo, e sopraccaricata dalla daga d'argento, con la punta verso il capo  (Scuola trasporti e materiali dell'Esercito italiano)